# Batalla de Pilos
La batalla de Pilos se desarrolló en ese lugar en el año 425 a. C. durante la guerra arquidámica, la primera fase de la guerra del Peloponeso, que se libró entre Atenas y Esparta.

## Contexto
En la primavera de 425 a. C., Esparta ayudó a Mesina a rebelarse contra Atenas. En la misma época, los espartanos invadieron el Ática dirigidos por el rey Agis. Los atenienses enviaron 40 naves a Sicilia bajo el mando de Eurimedonte y Sófocles, con la orden de restablecer la democracia en Corcira (Corfú). Esparta había invadido la ciudad con 60 barcos. Demóstenes que la había ganado poco tiempo antes de la batalla de Olpae, pudo embarcar a bordo de una de los naves. Una tempestad obligó la flota a refugiarse en Pilos, un excelente puerto natural de la costa del Peloponeso a unos 70 km de Esparta, lo que retrasó el viaje a  Corfú. Este rodeo le vino bien a Demóstenes que quería reforzar las fortificaciones de Pilos, poner el pie en el Peloponeso y alentar una rebelión de los hilotas. Los comandantes pensaban que era una pérdida de tiempo y de dinero, pero los soldados continuaron, a pesar de todo, fortificando la zona, pues el mal tiempo impedía su salida. Las fortificaciones fueron acabadas en seis días y Demóstenes se quedó en la isla con cinco barcos mientras que la flota continuó su misión hacia Corcira y Sicilia.

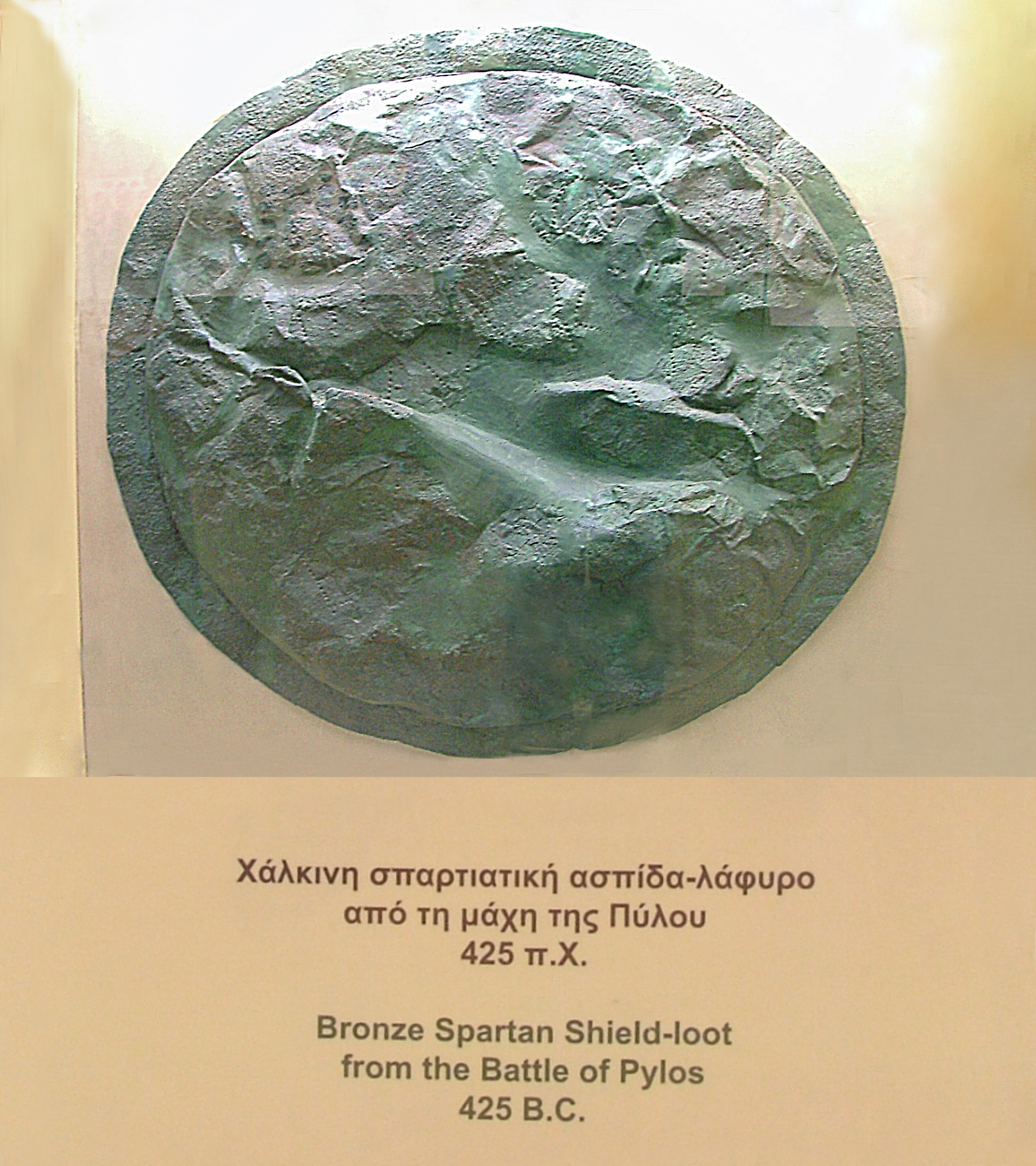
Escudo espartano de bronce: botín de la batalla de Pilos (425 a. C.). Museo del Ágora de Atenas.

Cuando Esparta supo que Atenas había tomado Pilos, retiró su ejército del Ática. Los espartanos marcharon sobre Pilos y llamaron a su flota de sesenta barcos para que se dirigiera hacia Pilos. Demóstenes anticipó las acciones espartanas y envió dos de sus barcos a llamar a la flota ateniense. El puerto de Pilos estaba en una gran bahía cuya entrada estaba casi completamente bloqueada por la isla de Esfacteria: no existía más que un paso estrecho por cada lado de la isla para entrar en la bahía. 
Los espartanos tenían previsto bloquear por tierra y mar la fortaleza de Pilos, y controlar las dos entradas del puerto a fin de impedir a la flota ateniense entrar y desembarcar un contingente en la isla. El espartano Epitadas y una tropa de 440 hoplitas fueron desembarcados en Esfacteria, mientras que el resto del ejército  espartano se preparaba para tomar al asalto las fortificaciones atenienses de Pilos. Si el primer ataque fracasaba, se vería obligado a preparar un largo asedio. Demóstenes disponía de pocos hoplitas. La mayoría de sus tropas eran marinos desarmados de las restantes trirremes. Apostó sesenta hoplitas en el punto más débil de las fortificaciones de la plaza pensando que los espartanos  querían desembarcar allí. El resto de sus tropas estaba en las murallas, tierra adentro. 

## Desarrollo de la batalla
Cuarenta y tres barcos espartanos, mandados por Trasimélidas y Brásidas, intentaron organizar un desembarco pero las tropas atenienses ocupan sus posiciones, ayudados por la costa rocosa. Brásidas fue herido, y las tropas espartanas, incapaces de desmantelar las fortificaciones de la playa, fueron rechazados por las tropas atenienses. Los espartanos atacaron el fuerte tres días más tarde, y comenzaron a recoger madera para construir ingenios de asedio después de haber fracasado en tomar los muros.
El tercer día, el resto de la flota ateniense volvió. Habiendo sido reforzada por diez barcos, contaba con 50 naves. Los espartanos no habían bloqueado las entradas de la rada y se preparaban para enfrentarse a la flota ateniense. Pensaban que la estrechez de la bahía compensaría las mayores cualidades marinas de los atenienses. La flota ateniense entabló el combate y destruyó las naves espartanas. Los hoplitas de Esfacteria estaban aún totalmente aislados. Las naves atenienses  establecieron una vigilancia cercana a Esfacteria para impedir huir a los espartanos.

## Consecuencias
Los espartanos, incapaces de organizar una expedición de socorro para sus tropas, pidieron un armisticio y enviaron embajadores a Atenas a fin de negociar el regreso de la guarnición de la isla. Los atenienses permanecieron 72 días en Pilos, periodo durante el cual los embajadores fracasaron en conseguir la paz. Los atenienses invadieron finalmente Esfacteria y capturaron la guarnición (ver Batalla de Esfacteria).